# Vienne-en-Arthies
Vienne-en-Arthies ist eine französische Gemeinde mit 360 Einwohnern (Stand 1. Januar 2022) im Département Val-d’Oise in der Region Île-de-France. Sie gehört zum Arrondissement Pontoise und zum Kanton Vauréal. Die Bewohner nennen sich Viennois bzw. Viennoises.

## Geografie
Die Gemeinde liegt im Herzen des Vexin, eineinhalb Kilometer östlich des Seineufers und etwa 50 Kilometer nordwestlich von Paris. Das Gemeindegebiet von Vienne ist Teil des Regionalen Naturparks Vexin français.

## Geschichte
Der Name der Gemeinde stammt vom Bach Vienna. Arthies bedeutet auf Gallisch und Lateinisch Hütte (Attegia) und auf Keltisch Haus (Arthies). Die Ortschaft war früher ein Bestandteil der Gemeinde Vétheuil. Während der Französischen Revolution wurden die drei Weiler von Vétheuil abgetrennt, somit entstand die Gemeinde Vienne-en-Arthies.

## Bevölkerungsentwicklung
| Jahr      | 1962 | 1968 | 1975 | 1982 | 1990 | 1999 | 2007 | 2017 |
| Einwohner | 172  | 159  | 221  | 243  | 326  | 352  | 394  | 416  |

## Sehenswürdigkeiten

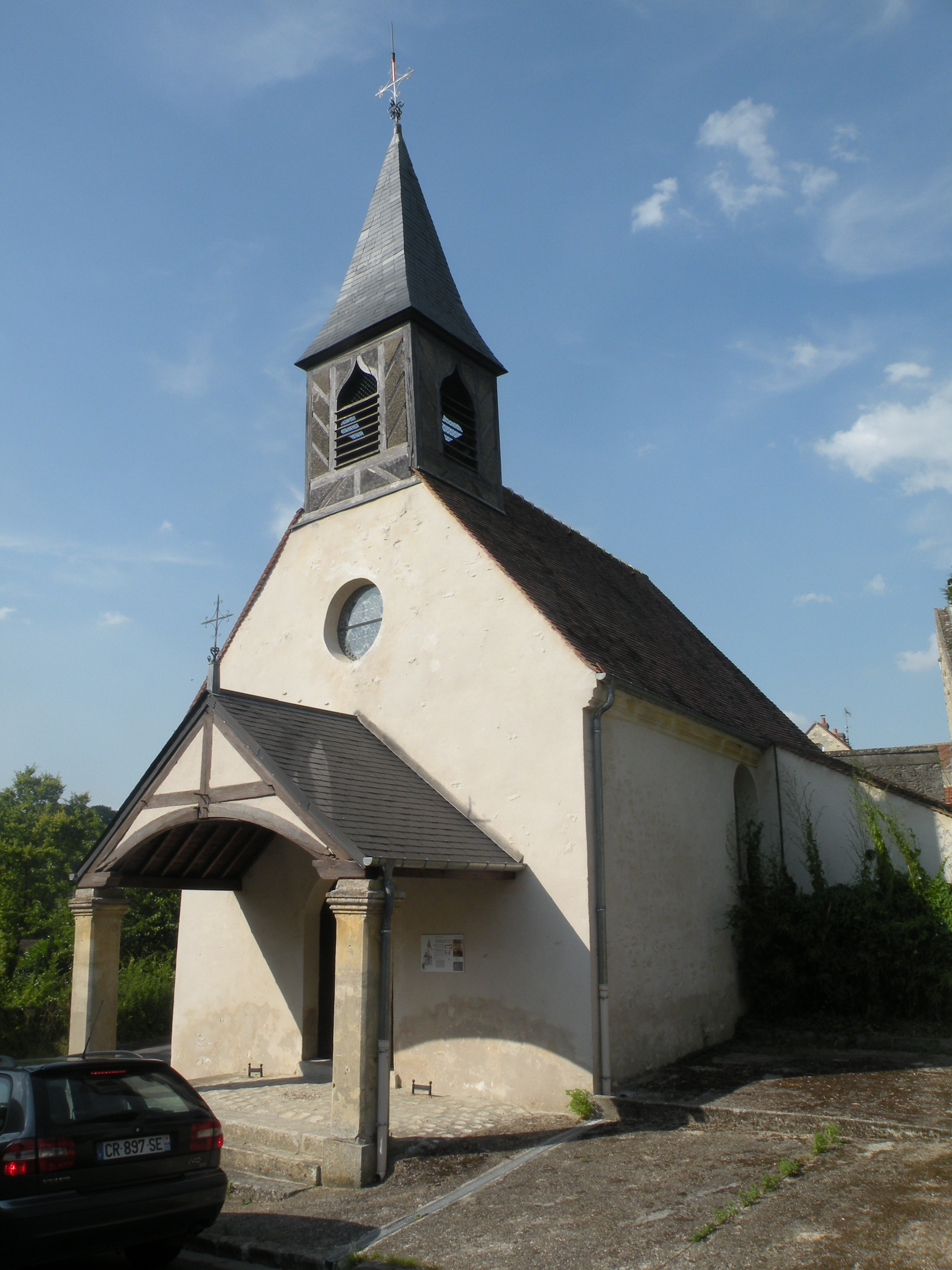
Kapelle Saint-Joseph

- Kapelle Saint-Joseph aus dem Jahr 1627

## Persönlichkeiten
- Pierre Ailleret (1900–1996), französischer Elektroingenieur
- Henri Baudin (1882–1953), französischer Schauspieler